# Andreas Kindl
Andreas Kindl (* 19. August 1964 in Karlsruhe) ist ein deutscher Diplomat. Seit 2023 ist er deutscher Botschafter in Griechenland. Vorher war er von 2020 bis 2023 Deutscher Botschafter im Libanon, von 2017 bis 2020 Beauftragter des Auswärtigen Amts für Strategische Kommunikation und von 2015 bis 2017 Botschafter im Jemen.

## Leben
Kindl absolvierte nach dem Schulbesuch ein Studium der Klassischen Philologie, Islamwissenschaft, Philosophie und Germanistik in Heidelberg, Bonn, Oxford und Alexandria. Später begann er den Vorbereitungsdienst für den höheren Auswärtigen Dienst und war nach dessen Abschluss in verschiedenen Verwendungen in der Zentrale des Auswärtigen Amtes sowie an Auslandsvertretungen tätig.
Zwischen 1999 und 2002 fungierte Kindl als Legationsrat Erster Klasse zusammen mit dem Vortragenden Legationsrat Ralf Andreas Breth als Beauftragter des Auswärtigen Amtes für den am 2. Dezember 1999 eingesetzten Ausschuss zur Untersuchung der CDU-Spendenaffäre. Nachdem er 2005 Referent für Politische Angelegenheiten an der Botschaft in Israel war, wurde er 2006 Referent im Referat Naher Osten im Auswärtigen Amt und verfasste in dieser Funktion für Bundesaußenminister Frank-Walter Steinmeier eine Stellungnahme der Bundesregierung gegen den Aufruf des israelischen Politikers Baruch Marzel zur „gezielten Tötung“ des Schriftstellers Uri Avnery. 2000 wurde er Nachfolger von Clemens von Goetze als Ständiger Vertreter des Leiters der Ständigen Vertretung bei der Europäischen Union in Brüssel und war in dieser Funktion im Rang eines Botschaftsrates auch Vertreter im Politischen und Sicherheitspolitischen Komitee der EU.
Zwischen 2012 und 2015 war er als Vortragender Legationsrat Erster Klasse Leiter des Referates Europäische Korrespondenz (EU-KOR) in der Politischen Abteilung des Auswärtigen Amtes und befasste sich dabei auch bei Veranstaltungen unter anderem mit außen- und sicherheitspolitischen Fragen der EU im Verhältnis zu Krisenregionen in Mali, Libyen, Syrien oder auch Russland.
Im Juni 2015 wurde Kindl als Nachfolger von Walter Haßmann zum Botschafter der Bundesrepublik Deutschland in Jemen ernannt. Die Amtsgeschäfte erledigte er von Amman/Jordanien aus, da die Botschaft in Sanaa aufgrund der Sicherheitslage im Jemen geschlossen wurde. Am 11. Juni 2015 ist er vom Präsidenten der Republik Jemen, Abdrabuh Mansour Hadi, in dessen Exil in Saudi-Arabien zur Überreichung seines Beglaubigungsschreibens empfangen worden. 2017 wurde Kindl als Botschafter in Jemen durch Hansjörg Haber abgelöst und wurde Beauftragter des Auswärtigen Amts für Strategische Kommunikation.
Im Juli 2020 ging Kindl als Botschafter nach Beirut und erlebte dort wenige Tage nach seiner Ankunft die Explosionskatastrophe, bei der auch eine Mitarbeiterin der deutschen Botschaft ums Leben kam.
2023 wurde Kindl Botschafter an der deutschen Botschaft Athen.

## Weblink
Lebenslauf. In: Webseite der deutschen Vertretungen in Griechenland. Abgerufen am 12. Dezember 2023.